# کاروون
کاروون (به انگلیسی: Carvone) با فرمول شیمیایی C۱۰H۱۴O یک ترکیب شیمیایی است. که جرم مولی آن 150.22 g/mol می‌باشد. شکل ظاهری این ترکیب، مایع بی‌رنگ است.